# Římskokatolická farnost Trstěnice u Moravského Krumlova
Římskokatolická farnost Trstěnice u Moravského Krumlova je územní společenství římských katolíků s farním kostelem Povýšení svatého Kříže v moravskokrumlovském děkanství.

## Historie farnosti
První písemná latinsky psaná zpráva o Trstěnicích pochází z roku 1247. O šest let později došlo k zasvěcení kostela sv. Petra a Pavla (byl postaven na místě staršího chrámu). Při této příležitosti byl trstěnický kostel povýšen na farní. Ve 14. století, po jeho rozšíření, byl nově zasvěcen, a to sv. Gothardovi. V roce 1798 byla chrámová loď prodloužená o 7 metrů. Zároveň byly pořízeny ke kostelu nové schody, v kostele byly instalovány nové lavice a varhany. V roce 1807 při dokončení hlavních přestaveb byl znovu vysvěcen jako kostel Povýšení svatého Kříže. V l.1909/1910 byla přestavěna střecha věže. Místo čtyřboké jehlanové byla upravena na oplechovanou pseudobarokní báň. K farnosti patří dvě sousední obce Morašice (s filiálním kostelem sv. Anny, konají se v něm pravidelné bohoslužby) a Džbánice (s malou kapličkou sv. Gotharda, u ní probíhá každoročně poutní mše svatá kolem svátku tohoto světce - 5. května) .

## Duchovní správci
V l. 1900–1901 zde působil jako kaplan pozdější farář v Běhařovicích (1901–1904) a v l. 1904–1916 brněnský biskup PhDr. et ThDr. et ICDr. Pavel hrabě Huyn, poté v l. 1916–1919 arcibiskup pražský a primas a metropolita český. V l. 1921–1946 (do své smrti) titulární latinský patriarcha alexandrijský. Od 1. října 2010 je administrátorem excurrendo R. D. Josef Dvořák, též farář v Hostěradicích.

## Bohoslužby
| Kostel                 | Místo     | Bohoslužba (den) | Hodina                                      | Poznámka        |
| ---------------------- | --------- | ---------------- | ------------------------------------------- | --------------- |
| Povýšení svatého Kříže | Trstěnice | neděle středa    | 9.45 18.00 (školní rok)/ 19.00 (prázdniny)  | farní kostel    |
| svaté Anny             | Morašice  | neděle čtvrtek   | 11.00 18.00 (školní rok)/ 19.00 (prázdniny) | filiální kostel |

## Aktivity ve farnosti
Dnem vzájemných modliteb farností za bohoslovce a bohoslovců za farnosti brněnské diecéze je 6. červen. Adorační den připadá na 14. březen.
Ve farnosti se pravidelně koná tříkrálová sbírka. V roce 2017 se při ní vybralo v Trstěnicích 18 360 korun.
Farnost se zapojuje do projektu Noc kostelů. V roce 2018 byla součástí programu komentovaná prohlídka opraveného schodiště na věž, prohlídka zvonů s možností výhledu z věže a nahlédnutí do půdního prostoru kostela. V r. 2019 např.: přednáška o historii farnosti se zaměřením na faráře farnosti / p. Emil Veis, kronikář, kostelník a amatérský historik ze sousedních Morašic - patří do trstěnické farnosti /, dále komentovaná prohlídka , varhanní a houslový koncert ( Jiří Binka a další) , výstava 3D modelů významných křesťanských a jiných nábožen.staveb světa ( Notre Dame , Tádž Mahal atd.) . 